# Leptotes unicolor
Leptotes unicolor là một loài phong lan bản địa Brasil, Argentina và Paraguay.

## Hình ảnh

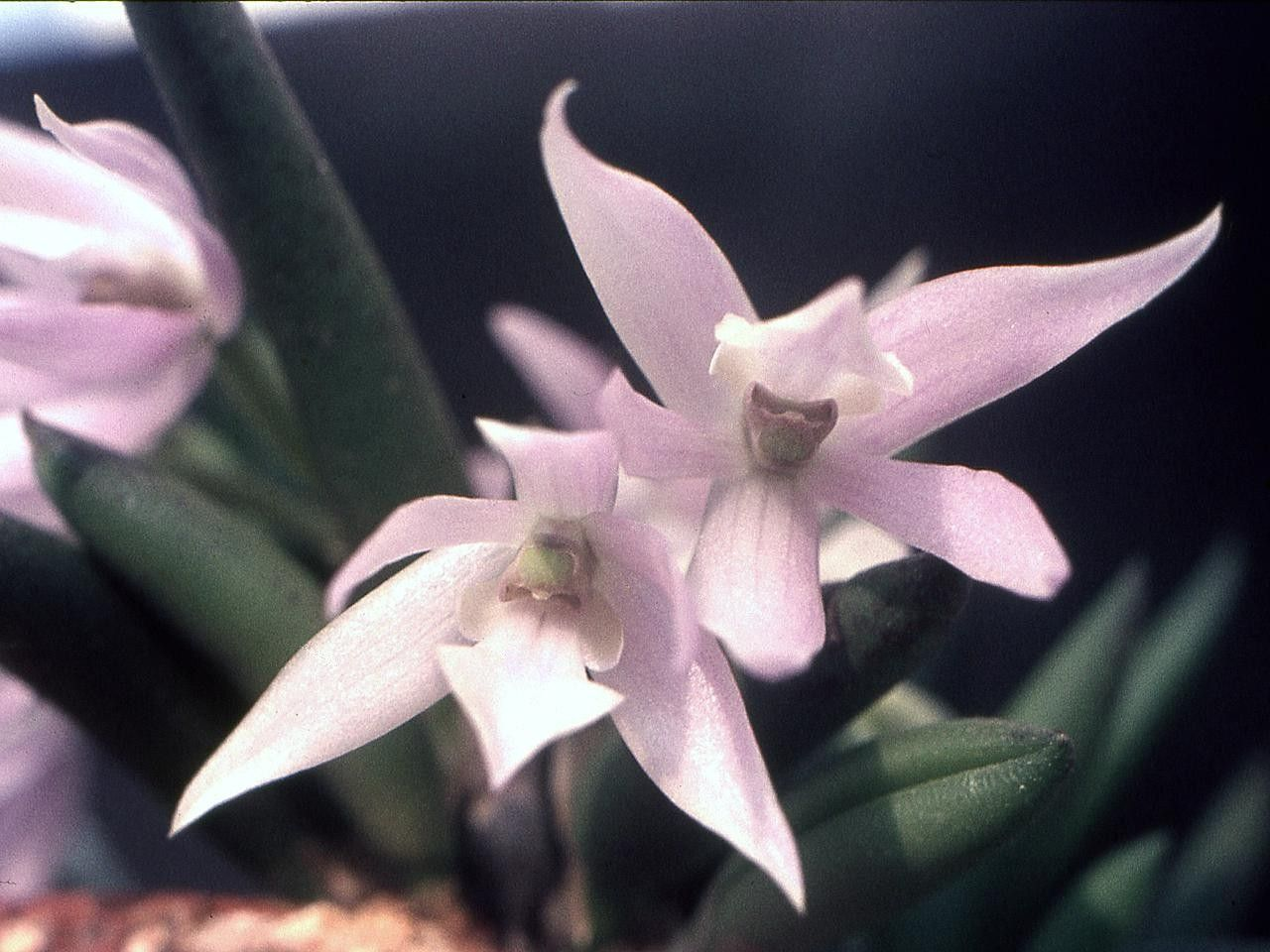
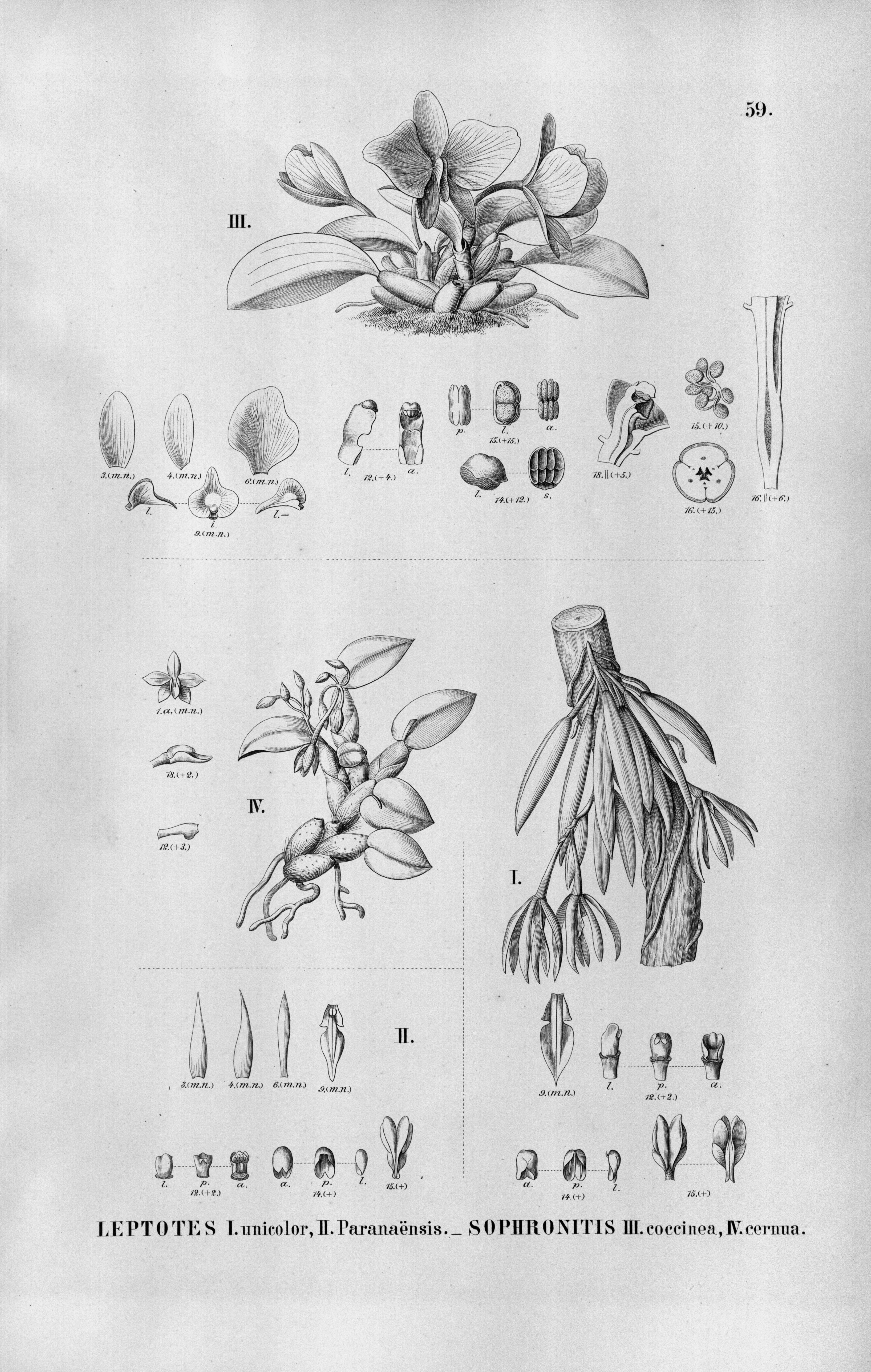
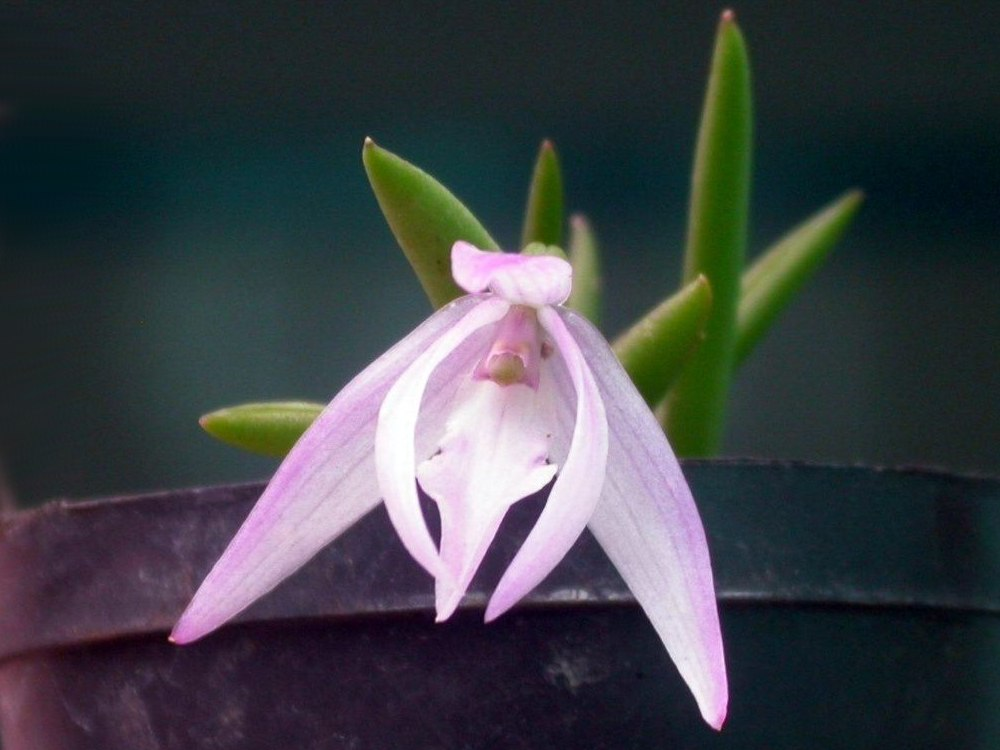